# Индо-пакистанский конфликт
Индо-пакистанский конфликт — противостояние между Индией и Пакистаном, продолжающиеся с момента получения ими независимости в 1947 году. Давний спор о принадлежности Кашмира является основной причиной конфликта между двумя государствами. Отношения между странами существенно осложнились после произошедшего 22 апреля 2025 года теракта в Пахалгаме. В ночь на 7 мая 2025 года индийская армия заявила о начале операции «Синдур». 10 мая правительство Пакистана объявило о начале операции «Буньян уль-Марсус» против Индии, назвав ее «ответом на агрессию».

## Причины
Главной причиной конфликта является спор вокруг принадлежности региона Кашмир. Тогдашний правитель Джамму и Кашмира, преимущественно мусульманского региона, Хари Сингх, будучи индуистом, выбрал присоединиться к Индии, где индуисты составляют большинство — это привело к первой индо-пакистанской войне, по итогам которой в 1947 году появилась Линия прекращения огня, которая в 1972 году стала Линией контроля.
Вооружённые боевики сопротивляются индийской власти в Кашмире, а некоторые кашмирские мусульмане поддерживают идеи присоединения к Пакистану, либо независимости. Однако после эскалации в 1990-х годах, с 2002 года Пакистан пытается блокировать деятельность экстремистских группировок и оно сумело добиться относительного успеха.

## История
Долгое время почти весь индийский субконтинент был колонией Британской империи — современные Индия, Пакистан и Бангладеш. С начала XX века в Британской Индии существовало два крупнейших движения за независимость — индийское и пакистанское. После Второй мировой войны Великобритания, согласившись на предоставление Индии независимости, решила разделить колонию на индуистские и мусульманские государства.
Разделить Британскую Индию по религиозному признаку предложил лорд Маунтбеттен — последний вице-король Индии. По его плану туземным княжествам было предоставлено только три варианта выбора: присоединиться к Пакистану, которому отходили территории с мусульманским населением, или к Индии, которой отходили территории с индуистским населением, а землям, которые оставались спорными, было предложено самим определить свою дальнейшую судьбу.
Провести границу было поручено Сирилу Рэдклиффу за пять недель. Кашмир, где проживало мусульманское большинство, был источником напряжённости ещё до независимости Индии и Пакистана. На севере колонии раздел по линии Рэдклиффа проходил особенно тяжело и сопровождался погромами, массовыми переселениями и другими различными конфликтами. Число жертв составило не менее 200 до 500 тысяч человек, а беженцев составило по разным оценкам не менее 12 миллионов, из которых около 6,5 млн мусульман перешли из Индии в Пакистан и около 4,7 млн индусов и сикхов двинулись в обратном направлении.

### После обретения независимости Индией и Пакистаном
Индия с индуистским большинством, и Пакистан с мусульманским большинством обрели независимость 14–15 августа 1947 года.
В 1947 году Джамму и Кашмиром правил Махараджа Хари Сингх, который долгое время колебался к кому стоит присоединиться, и всё-таки он решил изначально оставаться независимым, но из-за восставших мусульман, которых моментально поддержал Пакистан, он подписал документ о присоединении к Индии в обмен на помощь против вторжения. Присоединение Кашмира к Индии стало поводом для введения пакистанских войск в регион, что привело к первой индо-пакистанской войне. Индийская армия вмешалась, чтобы сохранить контроль над княжеством. Война закончилась прекращением огня при посредничестве ООН, в соответствии с резолюцией, в 1949 году и подписанием Карачинского соглашения, которое временно прекратило насилие в регионе и установило линию прекращения огня, которая контролировалась членами подкомитета ООН по перемирию. Кашмир оказался разделен на две части: 60% территории перешли Индии, 40% — Пакистану.
В период Холодной войны СССР так или иначе поддерживал обе воюющие стороны, но более активно Индию, с которой у СССР было налажено давнее военно-техническое сотрудничество, и в меньшей степени Пакистан, где велись программы развития предприятий пакистанской тяжёлой промышленности при участии советских инженеров и куда поставлялись советские танки, что вызывало закономерный протест индийской стороны. Активно поддерживала и поддерживает до сих пор Пакистан оружием и военной техникой КНР.
В 1960 году между Индией и Пакистаном был подписан договор о водах Инда, где стороны договорились использовать реку Инд совместно, согласуя строительство и управления плотинами, каналами и прочим.
Вторая индо-пакистанская война началась в основном из-за территориального спора по региону Джамму и Кашмир, чей статус оставался неопределённым. Напряжённость обострилась после проигрыша Индии в китайско-индийской войне 1962 года, поддержки Пакистаном местных повстанцев в Кашмире, и столкновения между пакистанскими и индийскимм пограничниками. Пакистан начал засылать диверсионные группы в Кашмир, намереваясь поднять мусульманское восстание. В ответ индийская армия вторглась в Азад-Кашмир. Это привело к полномасштабному конфликту в 1965 году, который продлился пять недель и закончился прекращением огня при посредничестве ООН, США и СССР в Ташкенте. Однако статус Кашмира всё равно оставался нерешённым.
Третья индо-пакистанская война была вызвана напряжённостью в Восточном Пакистане, вызванной войной за независимость Бангладеш. Пакистанская армия развернула репрессии, в которых погибло не менее 200 тысяч человек. Индия вмешалась и поддержала бенгальское движение за независимость. Вмешательство Индии за две недели привело к быстрой победе и независимости Бангладеш.

### После приобретения Индией ядерного оружия
Индия и Пакистан попытались построить новую эру отношений после подписания 17 декабря 1971 года соглашения о прекращении огня и 2 июля 1972 года Симлского соглашения, которое установило Линию контроля, почти совпадающая с Линией прекращения огня 1947 года, разделив Кашмир между сторонами. Но конфликт всё таки обострился после приобретения Индией ядерного оружия в 1974 году по итогам операции «Улыбающийся Будда», испытав его в том же году. Индия не подписала Договор о нераспространении ядерного оружия и Договор о всеобъемлющем запрещении ядерных испытаний. Это положило начало ядерной гонке вооружений, что позволило получить Пакистану ядерное оружие десятилетия спустя.
В 1984 году начался малоинтенсивный пограничный конфликт на леднике Сиачен, характерной особенностью которого было то, что основную часть потерь обе стороны несли не в результате действий противника, а от тяжёлых климатических условий. В 2003 году на Сиачене вступил в силу договор о прекращении огня.
В 1987 году на выборах в штат Джамму и Кашмир из-за фальсификаций, о которых заявили проигравшие кандидаты, начались столкновения с националистической кашмирской организацией Фронт освобождения Джамму и Кашмира. За следующие два года возникли десятки группировок, которые либо были за присоединение к Пакистану, либо за создание независимого мусульманского государства. Они устраивали теракты в Индии и всё таки им удавалось захватить значительные территории. Индия ответила жёсткими репрессиями и расширением полномочий армии. Известно, что Пакистан неофициально оказывал поддержку некоторым группировкам, среди которых была Лашкар-е-Тайба.
В 1998 году произошло испытание пакистанского ядерного оружия по итогам операции «Чагай-I». Пакистан, как и Индия, не подписал Договор о нераспространении ядерного оружия и Договор о всеобъемлющем запрещении ядерных испытаний. Но отношения между Индией и Пакистаном всё таки начали улучшаться после подписания в этом же году Лахорской декларации о недопущении ядерной гонки, ведь индо-пакистанский конфликт к началу XXI века только обострился из-за того, что оба государства имеют ядерное оружие и активно наращивают свою военную мощь.
Однако улучшение отношений недолго продлилось и в мае 1999 года в Джамму и Кашмире началась Каргильская война. Она началась из-за растущей напряжённости вокруг спорного региона. Пакистанские войска проникли на территорию Каргила и взяли под контроль ключевые стратегические пункты вдоль Линии контроля. Индийскую армию застали врасплох, но она смогла быстро вернуть территории. Боевые действия закончились в 1999 году, но напряжённость всё равно сохранилась.

### XXI век
В XXI веке военные поставки в Пакистан осуществляют США, а поставки оружия в Индию осуществляет Россия, но при этом Пакистан проявляет повышенный интерес к возможному военно-техническому сотрудничеству с Россией, а США делают попытки вытеснить Россию с индийского рынка вооружений.
В 2002 году Индия и Пакистан после ряда инцидентов стянули войска к границе, но конфликт удалось предотвратить силами международного сообщества. Выступая в 2002 году перед студентами МГИМО, британский заместитель министра иностранных дел Майкл Джей указал, что Москва и Лондон тесно сотрудничают для предотвращения войны между двумя ядерными державами — Индией и Пакистаном. «Мы должны продолжать работу в этом направлении», — подчеркнул он, а также выразил свою признательность президенту РФ Владимиру Путину за его помощь в разрядке напряжённости между этими двумя странами.
26 ноября 2008 года опасения прямой конфронтации Индии и Пакистана увеличились после того, как террористы атаковали Мумбаи и за три дня убили 166 человек, включая 6 американцев. Индия и США обвинили в теракте террористическую группировку Лашкар-е-Тайба. Известно, что индийское правительство сотрудничало с пакистанским, чтобы привлечь виновных к ответственности, что положило начало улучшению отношений между странами.
В 2009 году пакистанское правительство признало, что атаки могли быть спланированы на территории Пакистана, но оно отрицает что террористы были санкционированы или получали помощь от пакистанских спецслужб.
Напряжённость возобновилась в 2016 году после того, как 19 индийских солдат были убиты в индийском Кашмире в Ури. Индия ответила ударами через Линию контроля по предполагаемым базам боевиков. Период с 2016 до 2018 года был наполнен пограничными столкновениями в результате чего погибли десятки человек, а тысячи оказались беженцами.
В феврале 2019 года произошла эскалация конфликта из-за совершённого 14 февраля в Джамму и Кашмир теракта, в результате которого погибли 45 сотрудников Сил центрального резерва полиции Индии. В ответ на нападение Индия нанесла авиаудар по лагерю террористической группировки «Джаиш-е-Мухаммад» (эта группировка взяла на себя ответственность за теракт) в городе Балакоте на подконтрольной Пакистану части Кашмира; в ответ пакистанская авиация провела бомбардировку территории близ военных объектов вдоль линии контроля в Кашмире. Индийские летчики преследовали пакистанские самолеты, произошёл воздушный бой (имеются потери — по одному самолёту с каждой стороны).
1 марта 2019 года министр иностранных дел Пакистана Шах Мехмуд Куреши заявил о готовности страны принять предложение России, которая выступила с инициативой стать посредником в урегулировании конфликта с Индией.
В августе 2019 года, после развёртывания индийских войск в Кашмире, индийское правительство отменило статью 370 в индийской конституции, что уменьшило автономию Джамму и Кашмира. Это было расценено Пакистаном, как «серьёзная несправедливость». Премьер-министр Индии Наренда Моди стремился к большей интеграции Кашмира. В регионе часто отключали интернет и телефонную связь, а также задерживали тысячи протестующих и принимали жёсткие меры в отношении независимых кашмирских СМИ. В итоге целенаправленные убийства индуистов стали более частыми.
В апреле 2025 года произошла новая эскалация конфликта из-за убийства индийских туристов террористами в Джамму и Кашмире. Индия в этот же месяц приостановила договор о водах Инда 1960 года.
7 мая 2025 года индийская армия заявила о начале операции «Синдур», атаковав ракетными ударами территорию Пакистана. В ответ на это Пакистан ответил запусками ракет на территорию Индии.
Ранним утром 10 мая правительство Пакистана объявило о начале операции «Буньян уль-Марсус» против Индии, назвав её «ответом на агрессию». В этот же день Дональд Трамп объявил, что между Индией и Пакистаном была достигнута договорённость о прекращении огня, что подтвердил министр иностранных дел Пакистана Мухаммад Исхак Дар.